# Míconos
Míconos (em grego:  Μύκονος, Mykonos) é uma ilha da Grécia. Faz parte do arquipélago das Cíclades, um grupo de ilhas do Mar Egeu. Tem uma área de 86 km² e uma altitude máxima de 364 m. É composta principalmente de rocha de granito e tem pouca água. Em 2002, possuía uma população de aproximadamente 6200 habitantes. A maior cidade da ilha é Míconos, situada na costa oeste da ilha. Faz parte da periferia do Egeu Meridional.

## História
Achados arqueológicos indicam que os jônios chegaram a Míconos no começo do século XI a.C.. Descobertas mais recentes revelaram reminiscências de tribos do período Neolítico. Na mitologia grega, Míconos foi o local da batalha entre Zeus e os Gigantes. A ilha recebeu o nome do filho do deus Apolo, Míconos.
Na Antiguidade, Míconos, graças à sua proximidade com a populosa ilha de Delos (situada a cerca de 2 km da mesma) foi uma importante fonte de suprimento e possivelmente um local de refúgio para os moradores desta.

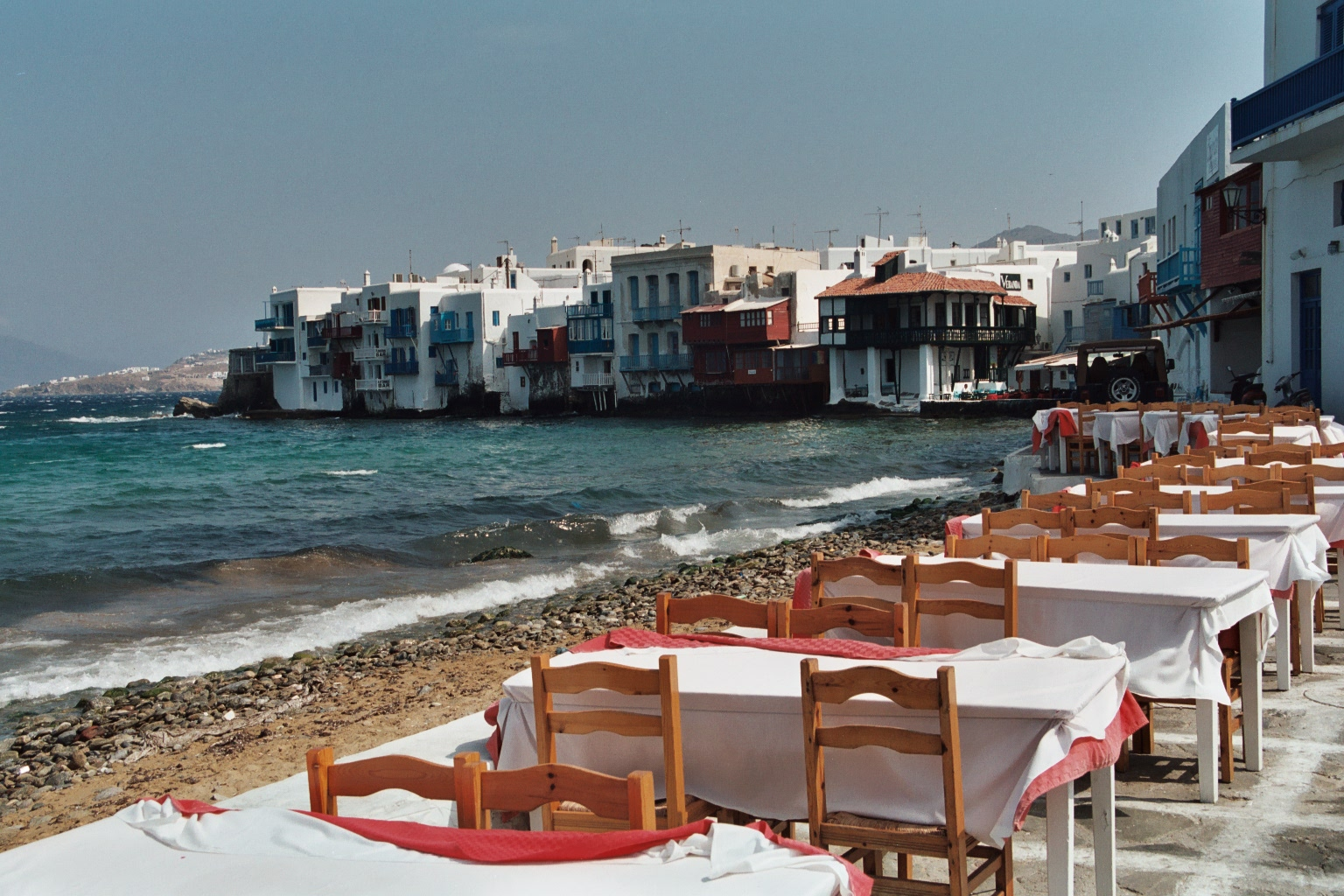
Vista da cidade de Míconos.

Hoje, Míconos é uma ilha bastante cosmopolita, graças a ter se tornado destino, nas últimas décadas, de visitantes do jet set internacional. Muitas celebridades gregas e internacionais têm residências de verão na ilha, e frequentemente podem ser vistas nas belas casinhas brancas da ilha ou em tavernas locais. As belas praias da ilha também atraem praticantes de windsurf e nudismo.

## Unidade regional
Míconos é uma das unidades regionais da Grécia, localizada na região do Egeu Meridional. É formado unicamente pelo município homônimo, composto pelas ilhas de Míconos, Delos, Rinia e algumas ilhotas desabitadas no Mar Egeu.
Foi criada a partir da reforma governamental instituída pelo Plano Calícrates de 2011, através da divisão de parte da extinta Prefeitura das Cíclades.